# Não Sei Viver sem Ter Você
"Não Sei Viver sem Ter Você" é uma canção da banda de rock brasileira CPM 22, lançada em 2003 como o terceiro single de seu terceiro álbum de estúdio, Chegou a Hora de Recomeçar (2002). Um videoclipe foi feito para a canção e incluído no DVD O Vídeo (1995 a 2003). Foi cantada por personagens de Malhação Sonhos em um de seus episódios. A banda Mar Aberto fez uma releitura em 2020.

## Composição
| “                    | música do Coala, que é do Hateen, uma banda emo-rock de São Paulo em que o Japinha toca bateria também e que tem 10 anos de estrada. A gente já estava a fim de fazer uma parceria e aí encontrei o Coala numa balada e ele disse que fez uma música pensando na gente, no jeito que nós escrevemos. Ficou bem a nossa cara mesmo, tem uma linha mais emo também, letra que fala de desilusão, no melhor estilo corta pulsos. Ela tem o verso 'Chegou a hora de recomeçar', fui eu que tirei esse verso pra colocar como nome do disco | ” |
| — Wally, guitarrista | |   |

## Créditos
Com base no encarte do CD de "Não Sei Viver sem Ter Você".
| CPM 22 - Badauí: vocal - Wally: guitarra e vocal de apoio - Luciano Garcia: guitarra - Portoga: baixo - Japinha: bateria e vocal de apoio |  | Participação especial - Lais Fiorili: voz da secretária eletrônica |

## Paradas musicais

### Paradas de fim de ano
| Parada (2004)                       | Posição |
| ----------------------------------- | ------- |
| Brasil (Crowley Broadcast Analysis) | 76      |

| Parada (2005)                       | Posição |
| ----------------------------------- | ------- |
| Brasil (Crowley Broadcast Analysis) | 76      |

## Prêmios e indicações
| Ano  | Organização       | Categoria     | Resultado | Ref.  |
| ---- | ----------------- | ------------- | --------- | ----- |
| 2004 | Meus Prêmios Nick | Música do Ano | Venceu    | [ 8 ] |